# Lancia Montecarlo

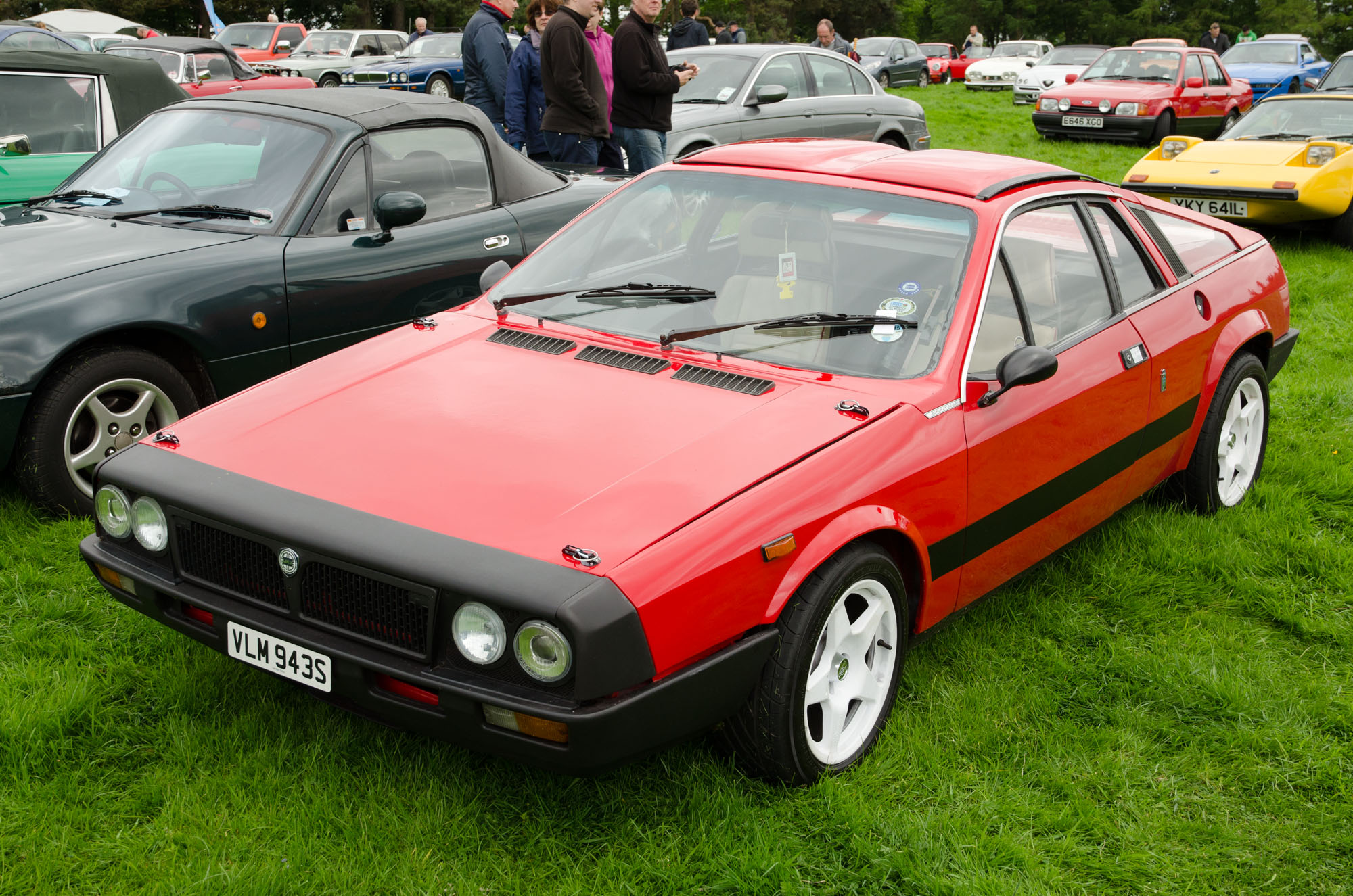
Lancia Beta Montecarlo Coupe (1977)

Lancia Montecarlo (Type 137) - спортивне купе, розроблене Pininfarina і випускалося італійським автовиробником Lancia з 1975 по 1981 роки.

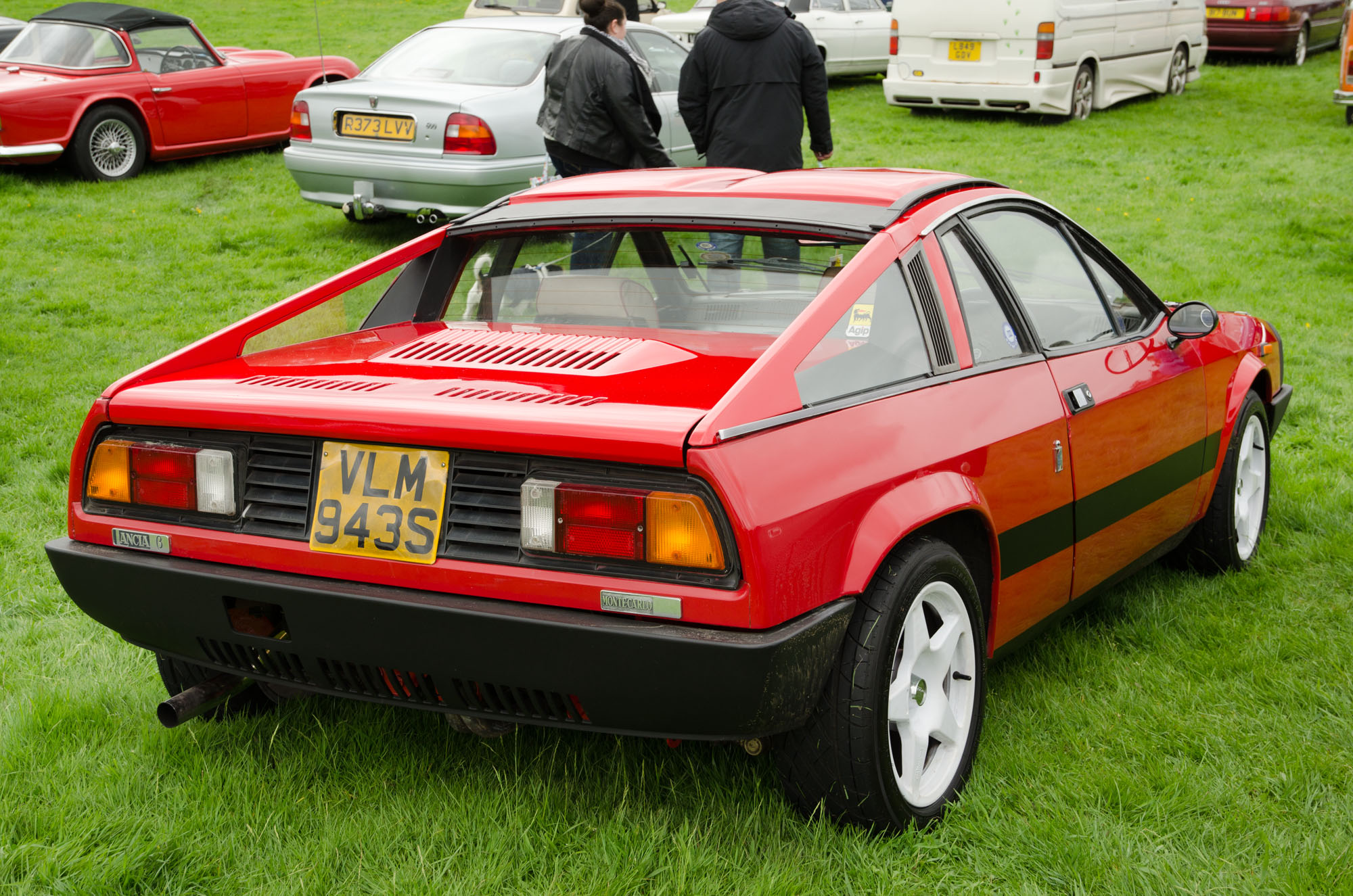
Lancia Beta Montecarlo Coupe (1977)

Модель першої серії, що випускалася з 1975 по 1978 роки, була відома як Lancia Beta Montecarlo, а автомобілі другої серії, що зійшли з конвеєра з 1980 по 1981 рік, називали просто Lancia Montecarlo. В обох випадках назва Montecarlo писалося без дефіса, на відміну від Монте-Карло в Монако. Обидві серії випускалися в версіях купе і тарга. Кузов родстер продавався в США як Lancia Scorpion в 1976 і 1977 роки.
Всього було випущено 7798 автомобілів. З цього кількість моделей першої серії 3558 одиниць і 817 одиниць другої серії в кузові тарга; 2080 одиниць першої серії і 1123 одиниці другої серії в кузові купе. Також було побудовано 220 гоночних автомобілів (Lancia 037).

## Двигуни
- 2.0 L Lampredi I4 115 к.с.
- 1.8 L Lampredi I4 110 к.с. (Пн. Америка)

## Виробництво
| Coupé  | 0 | 412   | 900   | 740   | 28 | 0 | 671   | 452 | 0   | 3,203 |
| Spider | 2 | 772   | 2,279 | 478   | 27 | 0 | 437   | 380 | 0   | 4,375 |
| Corse  | 0 | 0     | 0     | 0     | 0  | 0 | 0     | 11  | 209 | 220   |
| всього | 2 | 1,184 | 3,179 | 1,218 | 55 | 0 | 1,108 | 843 | 209 | 7,798 |